# Wilfred Kirochi
Wilfred Kirochi (Kenia, 12 de diciembre de 1969) fue un atleta keniano, especializado en la prueba de 1500 m en la que llegó a ser subcampeón mundial en 1991.

## Carrera deportiva
En el Mundial de Tokio 1991 ganó la medalla de plata en los 1500 metros, con un tiempo de 3:34.84 segundos, llegando a meta tras el argelino Noureddine Morceli y por delante del alemán Hauke Fuhlbrügge.